# Leslie Soltero
Leslie Xcaret Soltero García (Mexicali, 30 de abril de 2001) es una deportista mexicana que compite en taekwondo, originaria de Baja California.

## Biografía
Soltero se inició en la disciplina a los siete años de edad en un curso de verano. A los catorce años la deportista dejó su natal Mexicali para vivir en la Ciudad de México con el objetivo de entrenar para competir en los Juegos Olímpicos de París 2024.
Ganó una medalla de oro en el Campeonato Mundial de Taekwondo de 2022 y dos medallas en el Campeonato Panamericano de Taekwondo, bronce en 2021 y plata en 2022. En los Juegos Panamericanos de 2023 consiguió dos medallas.

## Palmarés internacional
| Campeonato Mundial      | Campeonato Mundial           | Campeonato Mundial | Campeonato Mundial |
| Año                     | Lugar                        | Medalla            | Categoría          |
| ----------------------- | ---------------------------- | ------------------ | ------------------ |
| 2022                    | Guadalajara (México)         | Medalla de oro     | –67 kg             |
| Juegos Panamericanos    |                              |                    |                    |
| Año                     | Lugar                        | Medalla            | Categoría          |
| 2023                    | Santiago (Chile)             | Medalla de oro     | –67 kg             |
| 2023                    | Santiago (Chile)             | Medalla de plata   | Equipo             |
| Campeonato Panamericano |                              |                    |                    |
| Año                     | Lugar                        | Medalla            | Categoría          |
| 2021                    | Cancún (México)              | Medalla de bronce  | –67 kg             |
| 2022                    | Punta Cana (Rep. Dominicana) | Medalla de plata   | –67 kg             |